# 安玲与史迪奇
《安玲与史迪奇》（英語：Stitch & Ai）是根据《星际宝贝》系列改编的电视动画，设有英语版本和普通话版本。由安徽新华传媒、上海华恺文化传播和迪士尼动画中国联合制作，于2017年3月在中央广播电视总台央视少儿频道首播。英语版于2018年2月在东南亚地区迪士尼频道首播。

## 故事背景
本片的故事线设定於《星际宝贝》之后，以及《星际宝贝：神奇大冒险》之前。史迪奇摆脱星际大盗追捕之后，降落到中国安徽的黄山并遇到中国女孩王安玲，两个人开始新的冒险。

## 主要角色
- 史迪奇（Stitch）
  - 配音：Ben Diskin（美）、李正翔（大陆）
- 王安玲（Wang Ai Ling）
  - 配音：（美）、蒋孙丞薇（大陆）
  - 本作主角，在黄山遇到史迪奇，两人开始新的冒险。
- 王婕婕（Wang Jie Jie）
  - 配音：Laura Post（美）、李晔（大陆）
  - 王安玲的姐姐。
- 强霸卓奇霸（Jumba Jookiba）
  - 配音：Jess Winfield（美）、程玉珠（大陆）
- 温帝独眼霹雳（Pleakley）
  - 配音：Lucien Dodge（美）、胡谦（大陆）
- 姨妈（Dai Yu）
  - 配音：Laura Post（美）、严丽祯（大陆）

## 集数
| 集數 | 標題         | 播出日期 （国语配音） | 播出日期 （英语配音） |
| ---- | ------------ | --------------------- | --------------------- |
| 1    | 你好黄山     | 2017年3月27日         | 2018年2月5日          |
| 2    | 家是最重要的 | 2017年3月28日         | 2018年2月6日          |
| 3    | 外星访客     | 2017年3月28日         | 2018年2月7日          |
| 4    | 神奇的竹简   | 2017年3月29日         | 2018年2月8日          |
| 5    | 爱的力量     | 2017年3月29日         | 2018年2月12日         |
| 6    | 同心锁       | 2017年3月30日         | 2018年2月13日         |
| 7    | 舞龙庆典     | 2017年3月30日         | 2018年2月14日         |
| 8    | 告诉世界     | 2017年3月31日         | 2018年2月15日         |
| 9    | 凤凰         | 2017年3月31日         | 2018年2月20日         |
| 10   | 梦境         | 2017年4月5日          | 2018年2月21日         |
| 11   | 傩戏         | 2017年4月5日          | 2018年2月22日         |
| 12   | 兄弟         | 2017年4月6日          | 2018年2月26日         |
| 13   | 我有家了     | 2017年4月6日          | 2018年2月27日         |